# 超力ロボ ガラット
『超力ロボ ガラット』（ちょうりきロボ ガラット）は、テレビ朝日系列で放送された名古屋テレビ製作・日本サンライズ制作のロボットアニメ。全25話。製作局の名古屋テレビでは1984年10月6日から1985年4月6日まで、土曜日17:00 - 17:30（JST）に放送。

## 概要
1983年10月から1984年9月まで毎日放送・TBS系列で放送されていたリアルロボットアニメ『銀河漂流バイファム』のスタッフが制作した作品である。
初期企画案では2つの国の小学校が格闘大会で戦う内容の『お変わりロボ ガラット』などいくつかの変遷を経て現在のものへ決定していった。
「自分たち（クリエイター）はプロだから、バイファムとは違う路線のロボットアニメを作る」という意気込みで当時流行し、フジテレビ系列で放送されたバラエティ番組『オレたちひょうきん族』の番組コンセプトを元に、物語の本筋とは全く無関係のギャグを矢継ぎ早に繰り出すナンセンス路線のロボットコメディアニメとして制作された。
だが商業的には苦戦を強いられたため（ただし、物語のキーアイテムとなった石炭アメは、スタッフが食べ飽きるほど差し入れられたという）、スポンサー側の「もっと強い敵を出してかっこ良く戦わせろ」というオーダーを受け、その梃入れとして冗談が全く通じない新たな敵「ドリアル星人」の登場といったシリアスな内容を伴った展開への路線変更が行われた。その際、本筋とは全く無関係だったどすこい姉妹のドラマを描く事にハマっていたスタッフが彼女たちに感情移入し、その贔屓から物語後半のキーパーソン（重要人物）となっていった。だが第23話の制作の最中に放送の打ち切りが決定し、結果的に全25話で放送が終了した。（LD-BOX封入の解説書より）
主役の声を担当した中川勝彦とヒロインの声を担当した鷹森淑乃の2人は、共に本作が声優デビュー作である。また、スタジオライブの芦田豊雄は『月刊OUT』誌上他で、本格的なギャグアニメの製作に企画から関わったのは本作が初めてで感覚が掴めなかったと告白しているが、本作が『魔神英雄伝ワタル』シリーズや『魔動王グランゾート』といった、後に彼の代表作ともなるギャグアニメの製作をこなして行くきっかけともなった。

## ストーリー
地上から戦争が無くなり、一切の兵器の所有が禁じられた未来。地球の地上げをもくろむ悪の宇宙人、宇宙不動産（宇宙シンジケートの一部門）のドーサンが地球に侵略してきた。破壊の限りを尽くすアーモロボイド（巨大ロボット）の前に警察は無力だった。そこへ颯爽と現れた謎のロボット。このロボット（ガラット）は圧倒的な強さで侵略者を蹴散らしていく。
ガラットを操るのは正義の宇宙人であり、彼らに連絡を取って助けを求められるのはキウイ博士ただひとり……、というのはキウイ博士が警察を騙すためについた嘘で、実はガラットはマイケル少年の通学乗用ロボット・ジャンブーを（強引に）改造したものだった。博士は、マイケルには兵器の所有がバレると罰せられると言いくるめて正体を隠すように命じ、一方、宇宙人との仲介役を装うことで警察から金をせしめようと企んでいたのだった。かくしてジャンブーとマイケル、パティーグ（ガラット2号）を駆る少女パティ、カミーグ（ガラット3号）と青年カミルは地球の平和を守るため、そして（本人たちは知らないが）キウイ博士を儲けさせるため、悪の宇宙人たちと今日も戦うのだった。

## 登場人物

### 主要人物
マイケル・マーシュ
声 - 中川勝彦
熱血少年。13歳。ジャンブーの所有者。キウイ博士によってジャンブーを勝手に改造され、口車に乗せられてガラットのパイロットにされる。家は父親が会社勤めをしている普通の中流階級。ガラット変身時はゴーグルで顔を隠し、ツナギ風のプロテクトスーツに身を包む。
パティ・パンプキン
声 - 鷹森淑乃
マイケルのガールフレンド。13歳。パティーグの所有者。活発な性格。ジャンブー・ガラットの活躍を見てパティーグをひっぱり出し、キウイ博士に頼み込んで改造してもらい戦いに参加する。両親が共働き（スーパーマーケット経営）で放任主義のため自由奔放に育った。ガラット変身時はバイザーで顔を隠し、チューブトップ＆ボトムのコスチュームに身を包む。
カミル・カシミールJr.
声 - 鈴置洋孝
元大富豪の青年。17歳。キザな美形だが言動は三枚目でアクシデントに巻き込まれることが多く、よくギャグ顔になる。キウイ博士のせいで全財産を失い没落する。彼が所有するカミーグはその詫び代わりに博士から巻き上げたものである。ガラットの秘密を知り、カミーグをガラットに改造するよう博士に強要する。設定作業段階では「ボウイ」という名前を与えられていた。ガラット変身時はアイマスクで顔を隠し、怪傑ゾロ風のコスチュームに身を包む。

### キウイ研究所
キウイ・グレコビッチ
声 - 龍田直樹
いわゆるマッド・サイエンティスト。58歳。いつでもどこでも騒がしい変人。常に研究資金難に喘いでおり、宇宙人の侵略を利用してひと儲けしようと企む。「シルバー」という恐竜型ロボットに乗って高速で飛び回る。サラダーユからは時代院咲子の父と誤解されている。設定作業段階では「Dr.エジソング」という名前だった。
時代院 咲子（じだいいん さくこ）
声 - 滝沢久美子
中盤から登場するキウイ博士のおしかけ助手で、マイケルが駆るガラットに恋しているが、その正体は知らない。ファッションセンスや考え方が古風（時代錯誤）な大和撫子風美女。おしとやかだが自分の考えを曲げる事は少なく、強引に押し通そうとする。メガネがないと誰が誰だか識別できない極度の近眼である。サラダーユを始め、宇宙シンジケートの面々に一目惚れされ、後に対ドリアル星人のための同盟締結のきっかけともなる。

### 宇宙シンジケート
グラッシュ
声 - 笹岡繁蔵
宇宙規模の巨大マフィア、宇宙シンジケートを一代で築き上げたボス。会議の際、部下に「レバニラと五目チャーハン、どちらが好きか？」「納豆は好きか？」等と質問し、気に入らない回答をした社員を左遷させるといった横暴な部分がある強面の偉丈夫だが、部下思いの面もある。本気で戦うと生身でもドリアル軍アーモロボイドを撃破できるほどの実力者。
暗躍し始めたドリアル星人にナワバリを荒らされる可能性を危惧しガラットとの同盟といった対策と取ろうとしていた22話で、本拠地のブラッド星に彼らが侵攻したためサラダーユに組織を託し、ハッヘラと決闘する。だが腹部に致命傷を受け、配下のアーモロボイド部隊に一斉銃撃され戦死する。
ポチ
グラッシュが可愛がっている猫。グラッシュの不興を買った部下への懲罰を促したり顔を引っ掻いたり、酢だこが嫌いなサラダーユにそれを見せつける等、寵愛を盾に好き勝手に振る舞う。物語終盤、ドリアル星人の侵攻でシンジゲート側が不利だとみるやあっさりグラッシュを見限り、ハッヘラに媚び始める。最終回でハッヘラが敗れると何食わぬ顔でサラダーユの元で万歳していた。
キャラデザの芦田豊雄はLD-BOXの解説書で「アニメーションの発想は自由であるべきなのに、当時のクリエイターは実写作品の表現の制約をアニメに持ち込んでわざわざ自分達の首を絞めている」と感じていたため、強面なグラッシュと並んだら浮くようなシンプルなデザインにしたという。
ドーサン
声 - 加藤治
宇宙シンジケート配下の宇宙不動産社長。RX-78-2の携帯武装を持ったアーモロボイド「ビョルボス」を操る。序盤で失敗を重ねたため、後にシンジケートを追い出されて誘拐犯にまで落ちぶれたうえ、拉致したマリアンの脱ぎグセや、キッドにカッコよく救出されるシチュエーションを求めた彼女の行動に振り回される。
サラダーユ・オイル
声 - 三ツ矢雄二
肩から薬缶を下げた赤いスーツ姿のとっちゃん坊や。見た目は20代の痩せ形の青年で、いいところのお坊ちゃん風。外見に似合わず宇宙シンジケートのNo.2を務め、失脚したドーサンの後任として地球地上げの陣頭指揮を執る。その際にパワハラ的（ヨイショに自分のズボンをアイロンがけをさせていた時に彼が焦がしてしまい、減給を宣言するなど）な言動をとる事もある。
一方で外見通りの生真面目かつ誠実な性格で責任感も強く、それゆえ部下からの人望もあるようである。グラッシュ戦死後はシンジケートの二代目ボスを襲名。
地球で時代院咲子に一目惚れする。名前の由来はサラダ油から。
ヨイショ
声 - 福士秀樹
物語序盤はドーサン、後にサラダーユの秘書になった宇宙シンジゲート構成員。ゴマすりやおべっかが得意。
ゴマラーユ・オイル
声 - 緒方賢一
サラダーユの弟で厳つい顔にもかかわらず、チョコパフェが好物。8話で海賊キッドが入手した黄金の卵を横取りしようとし、地球に落ちてしまったそれの回収のついでにガラットを倒し手柄を立てようとしたものの彼らに追い詰められ、宇宙船で撤退しようとしたがカミーグに撃破される。
のちの22話で侵攻してきたドリアル星人と戦って戦死。名前の由来はゴマ油とラー油から。
ジバンヤー
声 - 郷里大輔
宇宙シンジケートのメンバーで、ガラット初の対戦相手。見た目はサングラスかけた土方の中年。
コンバース
声 - 速水奨
宇宙シンジケートの一人。部下の用心棒（声 - 稲葉実）と共に恐竜型アーモロボイト「ガンナード」を駆る。見た目は捻りハチマキを巻いたトラック運転手風の青年で、鍛え抜かれた肉体でよくボディビルのポージングを行う。後にラッカ星（11∼14話の舞台となった観光惑星）でも再登場する。
キラー・リンジ
声 - 古田信幸
ドーサンが雇った某スナイパーに顔が似ている、芸人として成功を目指し都会に出たものの、挫折して殺し屋となった男。一見冷酷そうだが故郷に残してきた母親を想うときなど感情が昂ぶってしまう。また戦闘時には「アチョー!」と叫ぶなど少々テンションが高くなる。
背中側に誰か立たれる事と、コンプレックスである毛髪はカツラなのをネタにイジられると激怒し銃を撃ってくる。
ズクラップ
声 - 小関一
サラダーユの部下。見た目は麦わら帽子を被った農家の男性である。初登場の5話で地球に向けて産業ゴミの不法投棄を行うが、宇宙に現れたガラットと対峙し撃破される。12話では酒場の踊り子マリーネ（アルバイトで女装中のカミル）に入れあげて執拗に迫り、彼女（彼）にドン引きされた（これ以降カミルはズクラップに苦手意識を持つ）。16話では息子ボーズの超能力で地球を破壊する計画を立案し認可されたもののボーズとはぐれた上、会社からの出張費が入った財布を落としてしまい両方を探していた。
後に対ドリアル星人戦にも駆け付ける。
オカーヤン
声 - 片岡富枝
ズクラップが全く頭が上がらない妻。モンペ姿をした肝っ玉母さん風のふくよかな女性で、ズクラップは「かーちゃん」と呼んでいた。彼がボーズを自分の許可なく地球破壊作戦に連れて行った事に激怒、自身もUFOで現地に向かい、地球人たちに迷惑をかけたと謝罪し夫と息子を回収して去っていった。宇宙シンジケートの一員なのかは不明であるが、対ドリアル星人戦でも戦力の一翼に加わっていた。
ボーズ
声 - あきやま ひかり（現:あきやま るな）
ズクラップとは似ても似つかない可愛らしい幼児。オカーヤンからは「せがれ」と呼ばれる。強い超能力を持っており感情が昂ると念動力で周囲のものを浮かせたり瞬間移動させたり、無人状態のドーディアスを暴走させる。オカーヤンと共に対ドリアル星人戦にも加わり、ドラゴンの子供チビギドラ（声 - 吉田美保）が孵化するきっかけとなった。
ユーアサ
声 - 大山高男
サラダーユの部下のひとり。初登場の7話で打倒ガラットのためビョルボスに乗り地球にやってきたものの崖に激突してしまった上、燃料切れで機体を動かせなかった為、子分のタマーノに燃料泥棒を命じていた。彼が収集してきた燃料でビョルボスを起動させたものの、キウイが仕掛けた罠で安酒が混ぜられていたため、機体コンピューターの誤動作が発生してしまいガラットに敗北した。
その後、ナインシュタインに自分が宇宙シンジケートだということを隠し接触、戦闘ロボット製造を禁止した社会に不満を持つ彼を煽ってコンビを組み、10話・18話の2度にわたって博士と共にギルディックで出撃した。
タマーノ
声 - 菅原淳一
7話などに登場するユーアサの子分のロボットで、ジャンブーと体型やカラーリングが酷似している。
7話で続出した燃料盗難事件の犯人（外見が似ていた上、タマーノの発する周波数と共鳴するとジャンブーが夢遊病のような状態となり姿を消していた為、彼が犯人だと疑われた）で、ビョルボス起動に必要なエネルギーを集めていた。主人の敗北後、彼も宇宙に放逐される。
13話で再登場。心を入れ替えラッカ星の公衆浴場で女性客の背中を流す仕事に従事中に、暴走する映画監督ガンダーから身を守る術を持たず困っていたジャンブーに再会。彼のファンとなったタマーノが大樽に入った燃料をお裾分けしようとしたが、ガンダーの攻撃で樽が破壊され、ジャンブーが1回分だけガラットに変形するだけのエネルギーしか渡せなかった。
7話の途中からテンションが上がると彼も「みなぎる〜!!」などと叫ぶようになる。
ダーク・安
声 - 藤城裕士
ブブ
声 - 小滝 進（現:大滝進矢）
9話登場の宇宙シンジゲートのエージェントで、ぼんやりした性格で身体の一部をサイボーグ化しているパイロットのダーク・安と、小柄で太った体格のツッコミ役だが酒癖が悪いブブの二人組。
不特定の街の人達に対し「ガラットを出せ。でなければ（9話で開催の）レースを妨害する」と脅迫状をばらまき、酒を飲み意気揚々と帰宅中にキウイ博士邸に立ち寄ったものの、レースに使用するモーターの無断拝借のために現れたパティをダーク・安と勘違いした泥酔中のブブが誤ってビョルボスの起動キー（お守り付き）を渡してしまう。翌日パティの書き置きを見た二人が盗まれたと思いこみレースに参加、彼女からキーを奪い返しビョルボスを起動させ、ジャンブー・ガラットと交戦するも、マイケルの「あ、イワシ雲!」と話をそらす一言に、何を言われたのか理解できないままスキを突かれ倒された。
ナインシュタイン博士
声 - 笹岡繁蔵
キウイ博士の旧友。名前に似合わず和風な印象の老人（推定60代前半）。キウイ博士曰く「戦闘ロボを作るために生まれて来たような男」で、それゆえ戦闘ロボの開発や製造を禁じられたことに反発。そこを宇宙シンジケートのユーアサに唆される。
TNT
声 - 竹村拓
17話に登場する、爆弾やダイナマイトによる破壊工作を専門とするサラダーユの部下。無類の爆破マニアで、放っておくとダイナマイトの導火線に点火しようとする悪癖を持つ。また、終始格好つけたポージングを取り続ける。
組織を邪魔するガラット撃破に送り込まれた刺客だが、マスタースレーブ式に操縦するアーモロボイド「ハカイデン」に搭乗していたため（本人曰く「疲れるメカ」）、カミーグの援護に現れたジャンブー・パティーグとの応戦で体力切れを起こす。それでも戦闘を続行したが2体の連携に抗しきれず、爆発にこだわっていた自分自身が爆発する最後となった。
コウネッツ
声 - 小原乃梨子
19話登場のシンジケート構成員。ガラットのパイロットの正体を暴くべくグラッシュから送り込まれた女性エージェントで、部下のプロパーン（声 - 木藤聡子）とトシガース（声 - 滝沢久美子）の3人一組で行動し、電撃を放つ犬のタマをペットにしている。お抱えの美女軍団（声 - 吉田美保）を使いシンジケートの男たちを骨抜きにし組織に君臨するという野心を持つ。
空にスモッグをまいて日光を遮り、ガラットの正体を教えたらスティック状のスモッグ除去装置で解除すると知事に宣告。また美女軍団への遊び相手としてカミルを拉致する。除去装置の入手のため空中戦艦に侵入したマイケル・パティらと相対するが、同行中のキウイを見たコウネッツが博士に一目惚れし接待する（美女たちに鼻の下を伸ばす男性陣に呆れたパティには去られる）。キウイの頼みで除去装置を見せたコウネッツだが、彼が取り上げようとしたため激怒。装置争奪戦の最中にパティーグ・クルットの襲撃を受けゴーギャッツで出撃するも、男たちのみっともなさに腹を立てていたパティひとり（ジャンブーやカミーグの武装を借りたものの）に3人とも各個撃破され、再戦を誓い撤退していった。

### ドリアル星人
クーワ・ハッヘラ
声 - 富山敬
物語後半に登場。「ドがつくほどリアルな」ドリアル星人のロボット軍団第3方面軍の司令官で、地球侵略を企み、宇宙シンジケートを壊滅させてブラッド星に前線基地を築く。基地で強制労働に従事させられ脱走を図った生身のナマハゲ星人捕虜に対しデュノGSR-γに乗り笑みを浮かべながら殺傷行為を働く、24話での戦いで建設中の軍事基地を失陥した責を問うているときに、ガラットの危険性を訴えた副司令ボテフリ（声 - 藤本譲）に対して不快感を露わにし、最終回で処刑するなど残忍かつ冷酷非情な性格。

### その他
どすこい姉妹
声 - 榊原良子
顔面から大きくはみ出したたらこ唇とおさげ髪がトレードマークの双子の姉妹で、幻の「石炭アメ」を探して旅をしている。いきなり画面に登場し前後の話とは無関係に美しき姉妹愛のドラマを繰り広げ、締めに「は〜！どすこいどすこい！！」と張り手ポーズを繰り出す。その正体はドリアル星人に滅ぼされたナマハゲ星の姫で、ブラッド星に落ち延びた同胞と再会するため転送装置の動力源となる石炭アメを求めていた。
後に『魔神英雄伝ワタル』や『超幕末少年世紀タカマル』など芦田豊雄がキャラデザで参加したアニメに脇役として登場した。
州知事
声 - 富田耕生
キウイ博士に言葉巧みに騙されて、ガラットの仲介料を払わされている州知事。アーモロボイドが来襲すると電話で「ガラットの出動」をキウイ博士に要請するのがパターン。
公費でゴルフを行ったり、戦闘ロボット禁止法の撤回を求めたナインシュタインに州庁舎に攻め込まれた時に居留守を決め込もうとするなど公人としては少々難がある。
長官
声 - 田口昂
警察庁の長官。1話クレジットでは役人と表記されている。
隊長（1話クレジットは長官）
声 - 堀内賢雄
警官隊を指揮して前線に赴く隊長。爆発に巻き込まれても、黒こげとなり頭がアフロヘアーになるだけで死なない。
警官隊
地球では、ほぼ毎回モブとして団体で登場。早口で「撃てー、撃てー」と叫びつつ、手にパラライザーピストル（神経麻痺銃）を装備してアーモロボイドに立ち向かうが、相手は生身ではないので歯が立たない。爆風に吹き飛ばされても死なない。
トド
声 - 加藤治
マイケルの同級生。ガキ大将。ラッコとオヒョウを引き連れ、マイケルを馬鹿にしたりイタズラを仕掛けることが多い。
ラッコ
声 - 田口昂
マイケルの同級生。トドの子分格。
オヒョウ
声 - キートン山田
マイケルの同級生。同じくトドの子分格。
海賊キッド
声 - 速水奨
宇宙海賊。マリアンを誘拐したが、それが縁で相思相愛になる。一方で姫を溺愛しているアストリア星のお目付け役グレゴ（声 - 西川幾雄）とは反りが合わず罵り合っていたが、後に和解したようで終盤で彼から「ムコ殿」と呼ばれるようになる。
マリアン
声 - 高田由美
キッドに惚れているアストリア星の姫。天然気味で羞恥心が地球人と異なっており、あまり服を着たがらずすぐ脱ごうとする。ガラットとの戦いで追い詰められたキッドを救うためアーモロボイド用の大剣を生身で振りかざし、カミーグをダウンさせてしまう程の怪力も併せ持つ。後にドーサンに誘拐されたこともある。
モアイ君
声 - 小野健一（8話） 菅原淳一（19話）
通称お邪魔キャラクターと呼ばれる存在のひとりで、学生服を着たモアイ像のような頭をした通行人。どすこい姉妹と同じくいきなり画面に登場して月に向かって遠吠えをあげたり、空を指さし「あ、あれはなんだ？」と言うだけ。
デッサンババア
声 - 滝沢 博子（現:滝沢 ロコ）
街中で絵を描いているお邪魔キャラクターの老婆。ヨイショを見て「デッサンの狂ったひどい顔」と罵倒するなど口が悪い。
LD-BOXの解説書によると、彼女にはモデルとなった人物がいるという。
お天気おじさん
お邪魔キャラクターの老人。土手などに座り込んて空を指差し、天気や上空で発生している事件について感想をいうだけの人物。
熱血くん
声 - 小野健一
お邪魔キャラクターのひとり。某野球漫画の登場人物に似ており、終始無意味に涙を流しながら熱血セリフを叫ぶだけの人物。
しりぐちくん
声 - 小野健一
お邪魔キャラクターのひとり。口部分がお尻のようにみえる人物。LD-BOXの解説書より本名は「尻口 元気」だと記載されている。
ナレーター
声 - キートン山田

## 登場メカ

### 超力ロボガラット
キウイ博士が製作したAI内蔵人型ロボットで、ジャンブー、パティーグ、カミーグの3体が存在。ジャンブーとパティーグは乗用ロボットである（カミーグは乗用ロボットではない）。2体ともに頭の後ろの座席に人間を乗せ、二足歩行で移動することができる。足の裏に内蔵された車輪である程度高速移動することも可能だが、制限速度遵守のため通常の移動速度は人間と大差なく、ずんぐりしたデザインとも相俟ってお世辞にも格好良いとは言えない。AIを搭載せずに高速で移動する非人型通学用ロボットが主流の中で、このタイプはかなり旧式のようである。
17話ではジャンブーにパティーグ、パティーグにジャンブーが乗ってガラットし、また22話ではジャンブーをパティーグが操縦して戦闘まで行っており、操縦者は固定されているわけではない。

#### 基本形態
ジャンブー
声 - 緒方賢一
マイケルの通学用ロボット兼お目付け役。身長140cm。まじめで頑固な性格。ボディ色は白、赤、青のトリコロール。旧式なためオーバーヒートするとマイケルの靴が燃えるほど熱くなる。パティーグとは相思相愛。
パティーグ
声 - 原えりこ
パティの通学用ロボット。元は経営補助ロボットで、ジャンブーの活躍を見たパティはガラットになるために、元々使用していた非人間型通学メカからわざわざ旧式のパティーグへ乗り換えている。身長127cm。ボディ色は赤、白、と薄桃色のトリコロール。ジャンブーとは相思相愛。
カミーグ
声 - 鈴置洋孝
カミルの執事・雑用ロボット。身長115cm。カミーグは乗用ではないために座席は存在せず、カミルはカミーグの頭部に肩車するような格好で乗っていた。カミルのことを「大将」と呼ぶ。ボディは白と緑のツートンカラー。

#### クルット（中間形態）
3体がキウイ博士の発明品「膨張超合金」を使用して強引に改造され、巨大化・変形機能を追加された姿。中間形態の「クルット」は、各乗用ロボットがそのまま巨大化したものである。裏設定では膨張超合金は「グロウジウム」という別名で、結晶体が上下に圧縮されており、電流で刺激を与えることにより巨大化する。圧縮で通常のジャンブーたちの重量が非常に重くなるため、「慣性重力制御装置」が付けられているという。
乗用ロボット時と形は変わらないが、正体はバレない。ただし、一部パーツの曲面ディテールは変形機能の都合上、若干多面体化するものもある。機体内部にコックピットはあるが、ロボット自身の意識はあり、自律行動も可能。性格は、巨大化前と比べて荒っぽくなる。しかし、あまり強くはない。
ジャンブー・クルット
「気張りポーズ! みなぎる〜!」もしくは「ほ〜と〜ば〜し〜る〜!」の掛け声とともに巨大化しジャンブー・クルットになる。クルット時は身長6.1m。専用武器は「バンザイ剣」。この形態では頻繁に「グチャグチャやったる！」「グチャグチャ命〜！」と叫ぶ。
ジャンブーの改造は、膨張超合金製の改造部品によって施された。その部品は、ランナーの枠に繋がれたどう見てもプラモデルのパーツであり、キウイ博士はレーザーニッパーと接着剤を使って作業を行った。
番組が延長されていたらエネルギー弾を発射する強化武器・バンザイ剣IIが投入予定だった。（デザインは大畑晃一が担当。LD-BOXに画稿が掲載）
パティーグ・クルット
クルット時は身長5.5m、「ほとばしポーズ!」または「ほとばしりますワ!」の掛け声で巨大化しパティーグ・クルットになる。専用武器は「やったねトンカチ」（トンカチの両打面に「チョキ」のイラストが描かれている）で、一人称が「わらわ」になる。
26話以降トンカチからトゲが飛び出し、チェーンが伸びて遠距離攻撃が可能なやったねトンカチIIが投入予定だった。
カミーグ・クルット
「いきりポーズ!」または「いきりたつ〜!」の掛け声で巨大化しカミーグ・クルットになる。クルット時は身長5.3m。専用武器は「きりふだスティック」（スティックの両端には、握りコブシのオブジェが取り付けられている）。26話以降はスティックの先端からトゲが伸び、ムチ状に変化するきりふだスティックIIが投入予定だった。
クルット形態およびガラット形態時のコックピット・システムには、「コスミック・スタビライザー・システム」が採用されている。ボディ中央部に球形の空間が存在し、その内部にコックピット・ブロックが浮いた状態で内蔵されている。浮く原理は不明。これにより、ロボットがどのような体勢の時でもパイロットは常に平衡を維持し、さらに外部から受けた衝撃がパイロットに伝わるのを緩和するショックアブソーバーとしての役割も果たす。これは3体共通である。

#### ガラット
ロボットアニメの主役メカのような「格好良い」姿になる「ガラット」は、クルット形態から「ひっくり返って」変形したものである。この際に、各パイロットがコクピット内で変形用レバーを引くと同時に「チェンジング・ガラット!!」（ただし、カミルのみカミーグ・クルット/ガラット初登場エピソードとなる第6話を除き、全て「チェンジング・ヒーロー!!」で統一）と叫ぶ。また、変形開始時にジャンブーは「やらいでか〜!!」（江戸っ子言葉で「やらずにいられるか!!」の略語）、パティーグは「ガラットしや〜れ〜」と叫ぶ。ガラットに変形する際、各パイロットはコスチュームがヒーローっぽく変化する（姿はキャラクターの項参照）。その衣装はメカごとに固定されているらしく、巨大化したジャンブーに搭乗したパティーグも、ガラット変形時にはマイケル同様のツナギ風プロテクターに身を包んでいた。
この形態への変形後はロボットの意識は封印され、パイロットの操作のみによって動作する。そのため、ジャンブーたちはガラット形態になった時の記憶は無い（AIを改造すればガラット形態時の記憶を失うことはないが、今まで蓄積された記憶全部を消去しなければならないため、マイケルやパティとの思い出を大切にしたいジャンプーとパティーグはAIの改造を断っている）。ジャンブーとパティーグは腕が脚に、脚が腕になる。カミーグのみパターンが異なり、腕は両形態で共通で、脚は背中に折り畳まれていた脚が伸び、元の脚は入れ違いに背中に畳まれてバックパックとなる。出力はクルット時の15倍。活動時間は通常時は30分、戦闘時は8分という制限がある。
物語後半、ブラッド星へ転送装置を使って移動した際に超空間を通り抜けた副作用としてガラット形態に時間制限が生じるようになり、ガラットとなって3 - 4分で巨大化が解除されパイロットは放り出されるようになる（カミルはその際ズボンがカミーグの中に引っかかって脱げる）。その後、ガラット形態への変形に時間制限があることに気づいたキウイ博士により、コックピット内に「特殊装備」と称したタイマーが取り付けられたが、見た目はただの砂時計である。
ジャンブー・ガラット
クルットから上下逆転（後転）してヒーローロボット（≒スーパーロボット）風の外見をしたジャンブー・ガラットに変形。ガラット時は身長9.8m。変形武器「ガラット・アームド・バリアンティ」を使用。ガラットディバイダー（ビーム剣）、ガラットブラスター（熱線銃）、ガラットジャベリン（槍）に多段変形する。26話以降からジャンブーとカミーグにはスティックグレネード型新武器ガラットボンバーが投入される予定だった。
ガラット3体のデザインは大河原邦男の手によるものであるが、放送が急遽決まった作品であるために作り込む時間が無く、ガラット形態時の顔に関しては企画スタッフに丸投げしている。
パティーグ・ガラット
上下逆転（側転）でリアルロボット風の外見をしたパティーグ・ガラットに変形。ガラット時は身長9m。変形武器「パティーグ・アームド・バリアンティ」を使用。パティーグスライサー（ビーム剣）、パティーグショット（ビーム銃）、パティーグボーガン（矢状のエネルギーを発射するクロスボウ）に多段変形する。26話以降はフリスビー型新武器パティーグフラッシャーが投入予定だった。
決定稿では女性型ロボットらしいスマートさを備えたデザインであるが、設定作業の段階ではカミーグ・ガラット並みに男性的なフォルムのデザインも存在しており、当時のアニメ誌にもラフデザインが掲載されていた。
カミーグ・ガラット
脚部とバックパックとが入れ替わることで上記のパティーグ・ガラット同様、リアルロボット風の外見をしたカミーグ・ガラットに変形。ガラット時は身長8.8m。変形武器「カミーグ・アームド・バリアンティ」を使用。AパーツとBパーツで構成され、Aパーツはシャフト & チェーン（なぎなたと鎖分銅）、ライフル（長射程ビーム銃）に多段変形する。また、AパーツにBパーツ（弾倉）を合体させてバズソーカノン（バズーカ）になる。なおシャフト&チェーンのチェーン部分とライフルは本編未使用。
カミーグ・ガラットの顔はバイファムを彷彿とさせるデザインに仕上がっている。

### アーモロボイド
宇宙人たちはガラットを含む巨大ロボットを「アーモロボイド」と呼称する。劇中に登場するのは主に宇宙シンジケートの機体だが、宇宙海賊や軍、民間人も使っている。機能や形態は様々である。
マキジャック
宇宙不動産が使用したアーモロボイド。ジバンヤーが搭乗。上下が刃になっているツインスピアを装備。
カナジャック、カナジャック改
マキジャックの姉妹機。量産型。戦闘用ではあるが、手が解体用の鉄球や破砕クローになっており建設重機兼用である。カナジャック改は整地用のローラーを引いている派生機。
ガンナード
ティラノザウルスを模した恐竜型アーモロボイド。主なパイロットはコンバース。口から火を吐き、「あんぎゃあー！」と叫ぶ。胸に複座式コクピットを持つが、これがない無人タイプもある（ラッカ星で登場）。
ヴィベロ
キラー専用機。脚部、腕部および肩部にブレードを装備した近接戦闘型のアーモロボイド。
ビョルボス
ドーサンやユーアサ、ダーク・安が使用する、宇宙船に変形する大型アーモロボイド。胸部からRX-78-2ガンダムが携帯していたビームライフルとシールドを取り出せる。
ドーディアス
ズクラップ専用アーモロボイド。肩部に釣瓶竿（肥やし、いわゆる人糞肥料を入れる天秤桶）を載せるハードポイントがある。
バルブ
ズクラップの双子の子分が搭乗するアーモロボイド。
アーミーギャド
キッドや部下たちが使用する宇宙海賊用アーモロボイド。キッド専用機は頭頂部のトサカが特徴。
ギャザラード
ゴマラーユと直属の部下が使用するアーモロボイドで、ゴマラーユのみ専用カラーとなっている。背部に本体に対して非常に大型なスラスターを搭載した飛行型。
ギルディック、ギルディックS
ナインシュタイン博士が戦闘ロボット禁止法を力で撤回させるために開発したアーモロボイドで、ユーアサと共に指揮官機ギルディックSに搭乗し、無人機のギルディックを制御する。（10話は３機、18話は２機）
10話のキウイとの会話でガラットが普段は別のものに擬態している事に気づき、18話でそれに対抗し膨張超合金を導入した後継機ギルディックMark IIを制作。通常時は等身大のSD形態となっているが戦闘時には巨大化しリアル形態となる。
ザンギャック、ザンギャックR
宇宙（ラッカ星）編の複数の悪役たちが使用するアーモロボイド。ザンギャックRは指揮官機。
ハカイデン
TNTとその指揮下の部隊が搭乗したアーモロボイド。右肩に大砲を装備した左右非対称な外観が特徴。TNT専用機は左腕部にシールドを配し、脚が左右とも異なる。股間部から八つ裂きミサイルという武器を発射し、近接戦闘用に斧を装備している。長距離移動時にはシャボン玉のような透明な球体に載って浮遊する。
ゴーギャッツ
コウネッツとその配下が搭乗する女性型アーモロボイド。鞭を武器とする。
マッケンゾー
サラダーユや直属の部下が搭乗する超A級アーモロボイド。騎士を髣髴とする外観で、両刃剣とビーム砲を兼ねた盾を装備する。
アーバRS-Λ
ドリアル星人主力アーモロボイド。単眼の軍事用量産機。大楯とビーム砲を構え、重装歩兵の様に横一列に並んだ集団戦闘が得意。しかし単機でも充分強く、その大楯は大抵の攻撃を防ぐ。ドリアル星人の尖兵として大量に登場した。
グーマＭＲ-ΣⅡ
強行偵察を主目的とする赤色のドリアル軍量産型アーモロボイドで、右肩に探知機を装備している。
デュノGSR-γ
ドリアル星人司令官ハッヘラ専用機。アーバの上位機種で、より大型のスラスターとバーニアを多数搭載した機体。

### その他
シルバー
声 - 小野健一
キウィ博士の乗用メカ。二脚もあるが、普通はホバー駆動で移動していた。意志を持っており、博士に対する突っ込み役でもあった。
鉄の爪
13話ゲストキャラクターで、迫力ある映像を撮るためなら他者の命を危険に晒す事も厭わない映画監督ガンダー（声 - 石丸博也）から身を守るため出撃したジャンブー・クルットから撮影所を守るために彼が乗り込んだ、二門のマニピュレータを装備した四脚クレーン。
複葉機
「実家から持ってきた」と称する、時代院咲子の愛機。文字通り時代物。咲子はこれで戦場へ乱入し「ガラット様〜」と連呼して、戦闘に割り込むこともしばしば。

## スタッフ
- 企画 - 日本サンライズ
- 原作 - 矢立肇
- 監督 - 神田武幸
- シリーズ構成 - 星山博之
- 演出チーフ - 網野哲郎
- キャラクターデザイン - 芦田豊雄
- メカニカルデザイン - 大河原邦男
- ゲストメカニカルデザイン - 大畑晃一
- 美術監督 - 東條俊寿、川名俊英
- 撮影監督 - 三浦豊作
- 音響監督 - 太田克己
- 音楽 - 笹路正徳
- プロデューサー - 森山涇（名古屋テレビ）、植田益朗（日本サンライズ）
- 制作 - 名古屋テレビ、日本サンライズ

## 主題歌
発売元はビクター音楽産業（現：ビクターエンタテインメント）。
オープニング歌詞テロップに「玩具」とすべきところを「頑具」となっているのは誤表記である。当時は手作業でフォントをはめていたのでこうしたミスはたまに見られた。
オープニングテーマ - 『Welcome! ガラット - ガラットのテーマ』
作詞 - 麻生圭子 / 作曲・編曲 - 笹路正徳 / 歌 - 村田有美
エンディングテーマ - 『不思議なトワイライト - パティのLOVE SONG』
作詞 - 麻生圭子 / 作曲・編曲 - 笹路正徳 / 歌 - 村田有美

## 各話リスト
- サブタイトルの頭文字は、五十音順になっている。

| 話数   | 放送日 （テレビ朝日） | サブタイトル                                     | 脚本              | 絵コンテ          | 演出       | 作画監督   |
| ------ | --------------------- | ------------------------------------------------ | ----------------- | ----------------- | ---------- | ---------- |
| 第1話  | 1984年 10月5日        | 悪がはびこりゃガラット参上!!                     | 星山博之          | 横山裕一郎        | 関田修     | 芦田豊雄   |
| 第2話  | 10月12日              | 犬が吠えれば怪獣があんぎゃ〜!                    | 伊東恒久          | 網野哲郎          | 網野哲郎   | 渡辺浩     |
| 第3話  | 10月19日              | 美しきライバル カミル登場!                       | 平野靖士          | 義野利幸          | 三浦将則   | 松下浩美   |
| 第4話  | 10月26日              | 笑顔で誕生! わたしはパティーグ!!                 | 遠藤明吾          | 富沢雄三          | 殿勝秀樹   | 富沢雄三   |
| 第5話  | 11月2日               | おっと危ない! 晴れ時々粗大ゴミ                   | 星山博之          | 藤原良二          | 関田修     | 村中博美   |
| 第6話  | 11月9日               | 海賊キッド キッスはだめよ!                       | 伊東恒久          | 網野哲郎          | 網野哲郎   | 佐々門信芳 |
| 第7話  | 11月16日              | 気分はもう大泥棒 ジャンブーを捜せ!!              | 遠藤明吾          | 義野利幸          | 浜津守     | 渡辺浩     |
| 第8話  | 11月23日              | 空前絶後 天から卵が降ってくる?                   | 平野靖士          | 網野哲郎          | 網野哲郎   | 松下浩美   |
| 第9話  | 11月30日              | 激戦!! 障害レースは殺しの合図                    | 並木敏            | どん茂            | 根岸弘     | 石黒めぐむ |
| 第10話 | 12月7日               | 古代へのロマン? 博士の異常な欲望                 | 小山高男          | 貞光紳也          | 殿勝秀樹   | 冨沢雄三   |
| 第11話 | 12月14日              | さすらいのヒーロー 宇宙編I                       | 星山博之          | 関田修            | 関田修     | 佐々門信芳 |
| 第12話 | 12月21日              | 死闘,恐竜牧場の決闘 宇宙編II                     | 伊東恒久          | 網野哲郎          | 浜津守     | 村中博美   |
| 第13話 | 1985年 1月11日        | スタントマンは危険な香り 宇宙編III               | 遠藤明吾          | 義野利幸          | 石崎すすむ | 伊東誠     |
| 第14話 | 1月18日               | 正義の使者は賞金稼ぎ? 宇宙編IV                   | 呉田重穂          | 篠幸裕            | 篠幸裕     | 松下浩美   |
| 第15話 | 1月25日               | そんでもってやっとこさ帰ってきた三人             | 星山博之          | 網野哲郎          | 根岸弘     | 石黒めぐむ |
| 第16話 | 2月1日                | たいしたタマげた念力ボーズ?!                     | 平野美枝          | 義野利幸          | 関田修     | 富沢雄三   |
| 第17話 | 2月8日                | 小さな悩み ジャンブー踊れば記憶がガチョ〜ン?     | 伊東恒久          | 石崎すすむ        | 石崎すすむ | 大貫健一   |
| 第18話 | 2月15日               | ツンツンしよう! 博士のオシリ                     | 小山高男          | 殿勝秀樹          | 殿勝秀樹   | 佐々門信芳 |
| 第19話 | 2月22日               | 出会いはドキドキ!! 美女軍団は雲の上?             | 遠藤明吾          | 網野哲郎          | 篠幸裕     | 村中博美   |
| 第20話 | 3月1日                | どーすりゃ会えるの? 愛しのガラット様             | 星山博之          | 遠藤克己          | 関田修     | 松下浩美   |
| 第21話 | 3月8日                | なんてこったい! マリアンさらってドーサンぐったり | 伊東恒久          | 網野哲郎          | 網野哲郎   | 伊東誠     |
| 第22話 | 3月15日               | ニャンとびっくり! どすこい姉妹のヒ・ミ・ツ       | 星山博之          | 石崎すすむ        | 石崎すすむ | 冨沢雄三   |
| 第23話 | 3月22日               | ぬかるなマイケル、ガラットの危機                 | 星山博之          | 篠幸裕            | 篠幸裕     | 佐々門信芳 |
| 第24話 | 3月29日               | ネバーギブアップ、逆襲の花火大作戦!              | 平野靖士          | 網野哲郎          | 殿勝秀樹   | 村中博美   |
| 第25話 | 4月5日                | のどちんこ、からして叫べどすこいパワー!          | 星山博之 伊東恒久 | 遠藤克己 網野哲郎 | 芦田豊雄   | 松下浩美   |

## 放送局
※放送日時は朝日放送、青森放送、山形放送、テレビ熊本以外は1985年2月時点、放送系列は放送当時のものとする。
| 放送地域       | 放送局             | 放送日時           | 系列局                        | 備考                             |
| -------------- | ------------------ | ------------------ | ----------------------------- | -------------------------------- |
| 中京広域圏     | 名古屋テレビ       | 土曜 17:00 - 17:30 | テレビ朝日系列                | 制作局                           |
| 宮城県         | 東日本放送         | 土曜 17:00 - 17:30 | テレビ朝日系列                |                                  |
| 広島県         | 広島ホームテレビ   | 土曜 17:00 - 17:30 | テレビ朝日系列                |                                  |
| 近畿広域圏     | 朝日放送           | 木曜 17:00 - 17:30 | テレビ朝日系列                | 終盤は特別編成で別時間帯で放送。 |
| 北海道         | 北海道テレビ       | 金曜 7:15 - 7:45   | テレビ朝日系列                |                                  |
| 静岡県         | 静岡けんみんテレビ | 金曜 7:30 - 8:00   | テレビ朝日系列                |                                  |
| 福島県         | 福島放送           | 金曜 17:00 - 17:30 | テレビ朝日系列                |                                  |
| 関東広域圏     | テレビ朝日         | 金曜 17:00 - 17:30 | テレビ朝日系列                |                                  |
| 新潟県         | 新潟テレビ21       | 金曜 17:00 - 17:30 | テレビ朝日系列                |                                  |
| 岡山県・香川県 | 瀬戸内海放送       | 金曜 17:00 - 17:30 | テレビ朝日系列                |                                  |
| 福岡県         | 九州朝日放送       | 金曜 17:30 - 18:00 | テレビ朝日系列                |                                  |
| 鹿児島県       | 鹿児島放送         | 金曜 17:30 - 18:00 | テレビ朝日系列                |                                  |
| 青森県         | 青森放送           | 土曜 6:00 - 6:30   | 日本テレビ系列 テレビ朝日系列 |                                  |
| 山形県         | 山形放送           | 火曜 16:30 - 17:00 | 日本テレビ系列 テレビ朝日系列 |                                  |
| 長野県         | テレビ信州         | 木曜 17:00 - 17:30 | 日本テレビ系列 テレビ朝日系列 |                                  |
| 山口県         | 山口放送           | 火曜 17:15 - 17:45 | 日本テレビ系列 テレビ朝日系列 |                                  |
| 熊本県         | テレビ熊本         | 木曜 17:30 - 18:00 | フジテレビ系列 テレビ朝日系列 |                                  |
| 秋田県         | 秋田放送           | 月曜 19:00 - 19:30 | 日本テレビ系列                |                                  |
| 鳥取県・島根県 | 山陰放送           | 金曜 17:30 - 18:00 | TBS系列                       |                                  |
| 愛媛県         | テレビ愛媛         | 金曜 7:30 - 8:00   | フジテレビ系列                |                                  |

## 立体物
放映当時、バンダイから主役メカ3体のプラモデルおよび完全変形の玩具「DXハイコンパクトモデル」が発売された（同社の主力ブランド「超合金」としては発売されていない）。
プラモデルはノンスケールで400円ながら、一部差し換えでクルットからガラットへの変形が可能。
2013年8月、メガハウスのヴァリアブルアクション・Hi-SPECシリーズからジャンブー・ガラットが発売された。プラモデルやハイコンパクトモデルと同様、クルットからガラットへの変形が可能。2018年には、リニューアルバージョンが発売された。
2024年11月、グッドスマイルカンパニーのMODEROIDからジャンブーが発売された。

## 漫画版
原作：神田武幸 / 絵」笑夢ジェイ 講談社コミックボンボンKC、1985年3月刊行　ISBN 4-0610-0456-5